# 445
| 445                |
| ------------------ |
| Dødsfald - Fødsler |
|                    |

| Gregoriansk kalender | 445 CDXLV               |
| Ab urbe condita      | 1198                    |
| Armensk kalender     | I/T                     |
| Kinesiske kalender   | 3141 – 3142 甲申 – 乙酉 |
| Etiopisk kalender    | 437 – 438               |
| Jødisk kalender      | 4205 – 4206             |
| Hindukalendere       |                         |
| - Vikram Samvat      | 500 – 501               |
| - Shaka Samvat       | 367 – 368               |
| - Kali Yuga          | 3546 – 3547             |
| Iransk kalender      | 177 BP – 176 BP         |
| Islamisk kalender    | 183 BH – 182 BH         |

Se også 445 (tal)

## Begivenheder
- Attila bliver enehersker ved Bledas død, til sin egen i 453.

## Dødsfald
- Bleda, Hunnernes konge fra 434 (født omkring 390).